# Lathraea rhodopea
Lathraea rhodopea är en snyltrotsväxtart som beskrevs av Dingler. Lathraea rhodopea ingår i släktet vätterosor, och familjen snyltrotsväxter. Inga underarter finns listade i Catalogue of Life.

## Bildgalleri

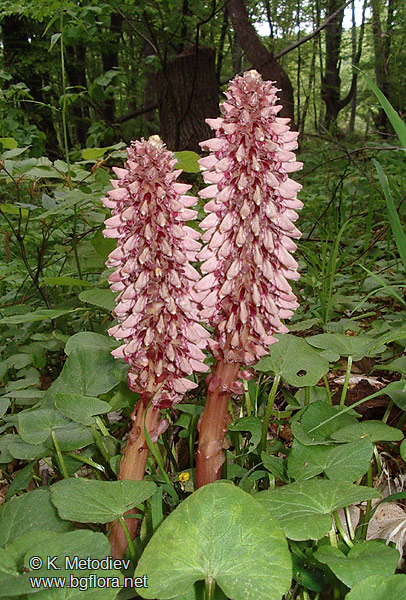